# سندرم گراسیل
سندرم گراسیل (انگلیسی: GRACILE syndrome؛ تلفظ انگلیسی: «گِـرِیسیل» و «گرَسیل») نوعی بیماری بسیار نادر ژنتیکی است که در به شیوهٔ اتوزومال مغلوب منتقل می‌شود و یکی از بیماری‌های فنلاندی‌تبارهاست.
این بیماری بر اثر جهش در ژن BCS1L ایجاد می‌شود و در ۱ نوزاد از هر ۴۷٬۰۰۰ نوزادِ زنده متولدشده در فنلاندی‌ها دیده می‌شود.
سندرم گراسیل با «عقب‌افتادگی رشد و تکامل»، «آمینواسیدوری» (وجود اسید آمینه در ادرار)، «کُلستاز»، «هموکروماتوز»، «اسیدوز لاکتیک» و «مرگ زودرس» مشخص می‌شود و نامش در واقع، سرواژه‌ای از عبارات انگلیسیِ عوارضِ فوق است.
پیش‌آگهی این بیماری بسیار ضعیف است. در پژوهشی که بر روی ۲۵ بیمار مبتلا، از ۱۸ خانوادهٔ متفاوت در فنلاند انجام شد، نیمی از نوزادان ظرفِ ۳ روز اولِ تولد و نیمی دیگر تا قبل از ۴ ماهگی درگذشتند.